# سد وادي تربة
سد وادي تربة من سدود المملكة العربية السعودية , يقع على وادي تربة ويقع في قرية الخيالة  ويبعد عن مركز أبو راكة 12 كم و عن مدينة تربة 20 كم جنوبا ويبعد عن قرية العلبة التابعة لمحافظة تربة حوالي 25 كم شمالا، وقد تم إنشاؤه بتاريخ 1402/3/1 هجرية في عهد الملك خالد بن عبد العزيز آل سعود آل سعود، وقامت ببنائه إدارة تنفيذ المشروعات بوزارة الزراعة و المياه بالمملكة العربية السعودية. و يبلغ طول السد 494 متر وارتفاعه 22.5 متر وتبلغ سعة التخزين به 20 مليون متر مكعب ومعدل تصريف المياه 7000 متر مربع في الثانية.